# Selehovac
Selehovac je hrid u hrvatskom dijelu Jadranskog mora, u zapadnom tjesnacu između Omišlja na Krku i otoka Svetog Marka. Uz njega se nalazi još jedna manja hrid Selehovac 2.
U Državnom programu zaštite i korištenja malih, povremeno nastanjenih i nenastanjenih otoka i okolnog mora Ministarstva regionalnoga razvoja i fondova Europske unije, svrstana je pod "manje nadmorske tvorbe (hridi različitog oblika i veličine)". Pripada općini Omišlju.

## Vanjske poveznice
- Otok Krk Milovan Kirinčić: Skrivena blaga otoka Krka, 15. kolovoza 2011.
- Adriaboat  Arhivirana inačica izvorne stranice od 19. listopada 2004. (Wayback Machine) Tihi kanal